# Лужки (Зеленоградский район)
Лужки— посёлок в Зеленоградском районе Калининградской области. До 2016 года входил в состав Ковровского сельского поселения.

## Население
| 2002 | 2010 |
| ---- | ---- |
| 14   | ↗16  |

В 1910 году в Киаутене проживало 157 человек.

## История
Впервые поселение Киавте упоминается под 1258 годом. Со временем название видоизменилось и к концу XVIII века приняло форму Киаутен.
В 1946 году Киаутен был переименован в поселок Лужки.